# San Lucas, Puebla
San Lucas är en ort i Mexiko.   Den ligger i kommunen Hueytamalco och delstaten Puebla, i den sydöstra delen av landet, 210 km öster om huvudstaden Mexico City. San Lucas ligger 404 meter över havet och antalet invånare är 138.
Terrängen runt San Lucas är huvudsakligen kuperad, men åt nordväst är den platt. Runt San Lucas är det ganska tätbefolkat, med 100 invånare per kvadratkilometer. Närmaste större samhälle är Tlapacoyan, 4,6 km sydost om San Lucas. I omgivningarna runt San Lucas växer huvudsakligen savannskog.